# Rambla (vía urbana)

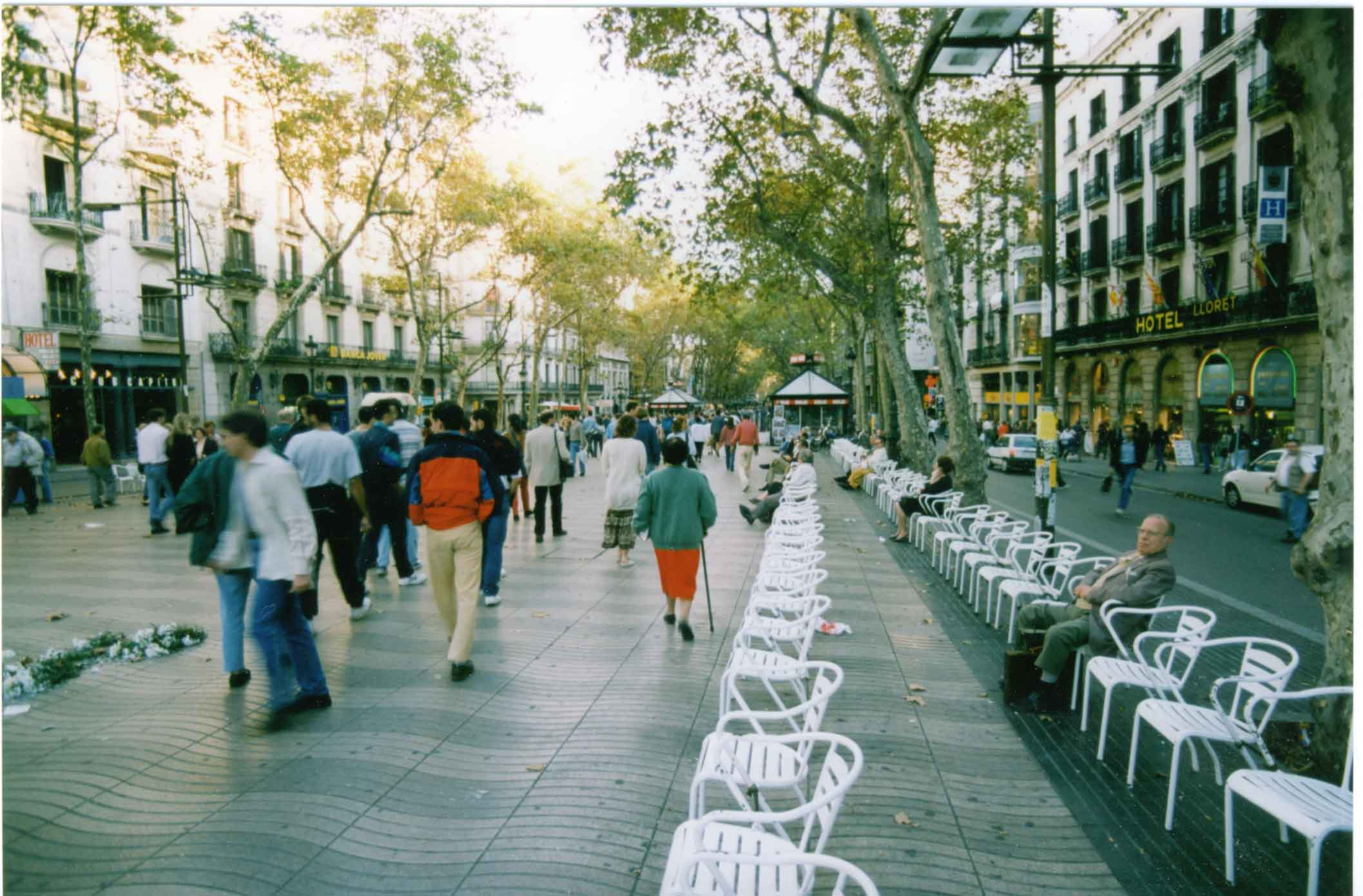
Rambla (vía urbana)

Una rambla es un tipo de vía urbana.
- En la España mediterránea, hace referencia a una calle ancha y arbolada, generalmente con un paseo central. La rambla por antonomasia es La Rambla de Barcelona.[2]
- En Argentina y Uruguay, hace referencia a una avenida que bordea la costa de un lago, un río o el mar.